# Wohnhaus Kleinrössen 6 (Kleinrössen)
Das Wohnhaus in der Straße Kleinrössen 6 ist ein denkmalgeschütztes Gebäude in Kleinrössen, einem Ortsteil der Kleinstadt Falkenberg/Elster im südbrandenburgischen Landkreis Elbe-Elster. Im örtlichen Denkmalverzeichnis ist es unter der Erfassungsnummer 09136056 verzeichnet.
Bei dem Gebäude handelt es sich um einen massiven eingeschossigen Ziegelbau mit Satteldach. Datiert wird das Haus auf das dritte Viertel des 19. Jahrhunderts.
Weitere Baudenkmale in Kleinrössen sind die im 18. Jahrhundert errichtete örtliche Dorfkirche sowie das dazugehörige Pfarrhaus.